# Élections municipales québécoises de 1989
Les élections municipales québécoises de 1989 sont les scrutins tenus le 5 novembre 1989 dans certaines municipalités du Québec. Elles permettent de déterminer les maires et/ou les conseillers de ces municipalités.
Les élections ont notamment lieu à Verdun et à Québec.